# Zipp
Zipp – polska marka skuterów, motocykli oraz quadów, obecnie dystrybuowanych przez firmę Zipp Skutery Sp. z o.o.. Marka ta została powołana do życia w 2004 roku. 
Firma Zipp Sp. z o.o. w 2007 roku została przekształcona w firmę Zipp Skutery Sp. z o.o.. Pojazdy są importowane z Chin, podobne modele posiadają inne firmy pod własną nazwą. W Przasnyszu działa biuro projektowe dostosowujące pojazdy do wymagań rynku i aktualnych trendów rynkowych. W 2006 roku na rynku polskim sprzedano prawie 10 tys. pojazdów tej marki. Obecnie firma posiada ponad 300 punktów dealerskich.

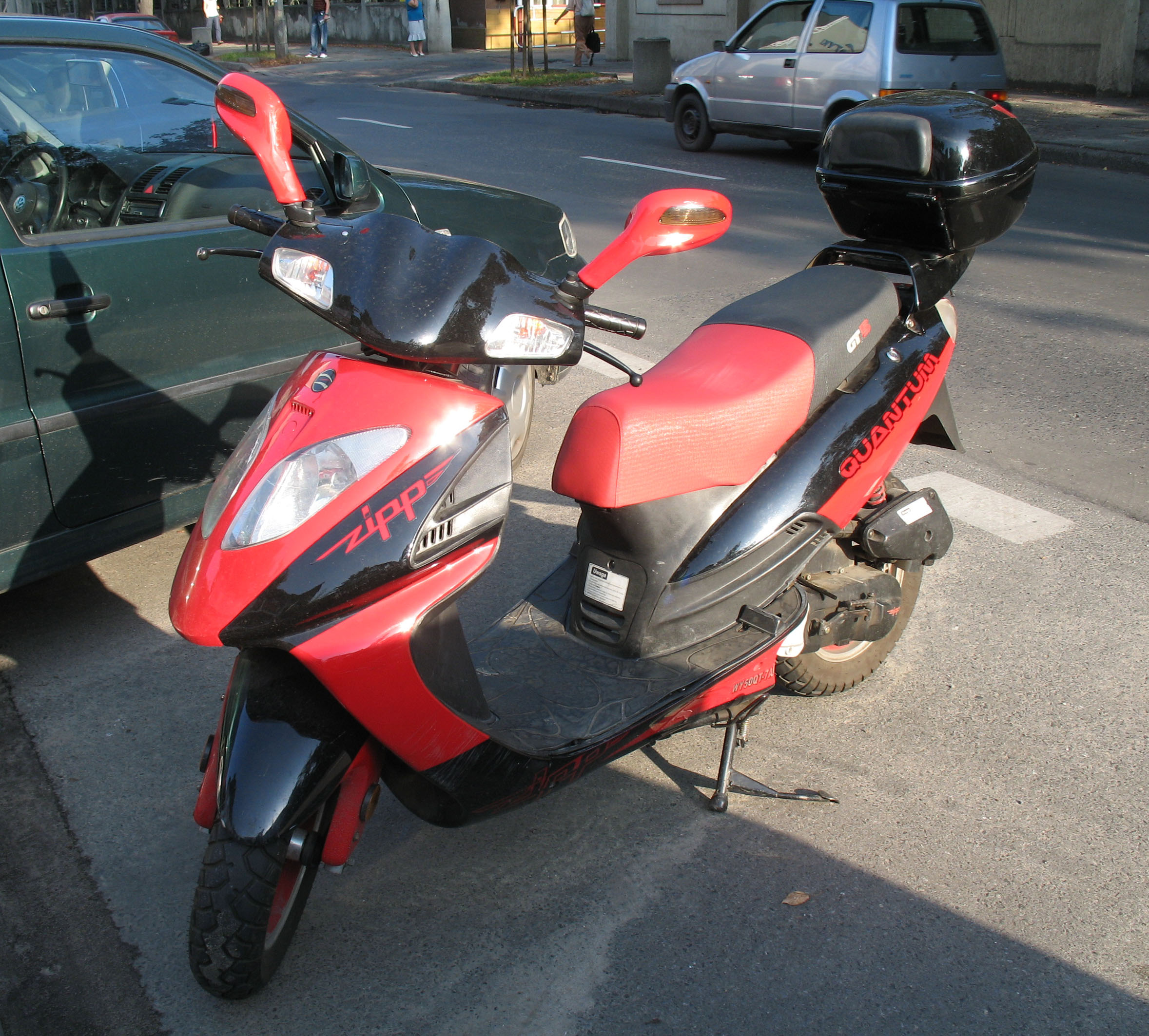
Skuter Zipp Quantum GT5

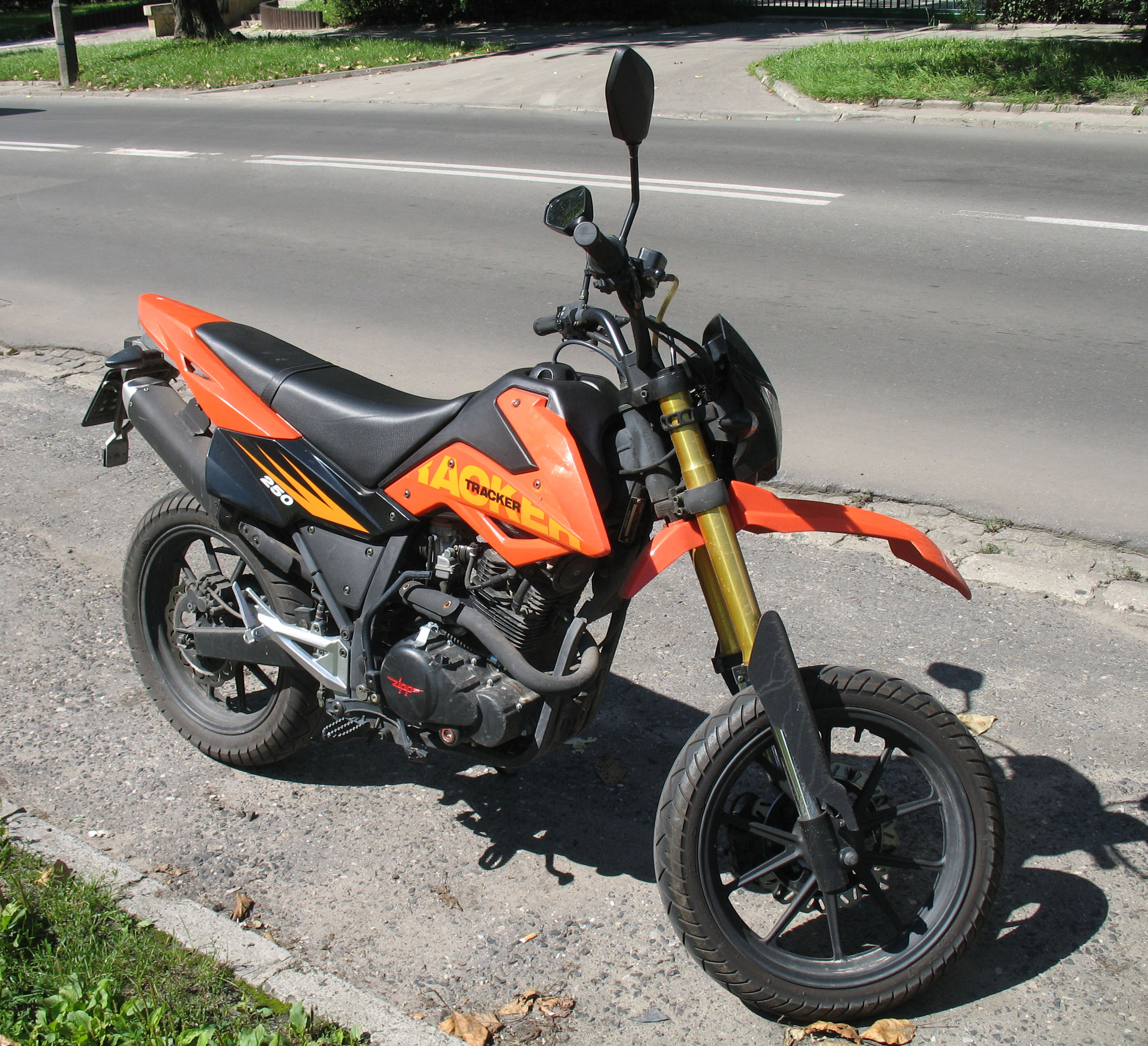
Motocykl Zipp Tracker 250

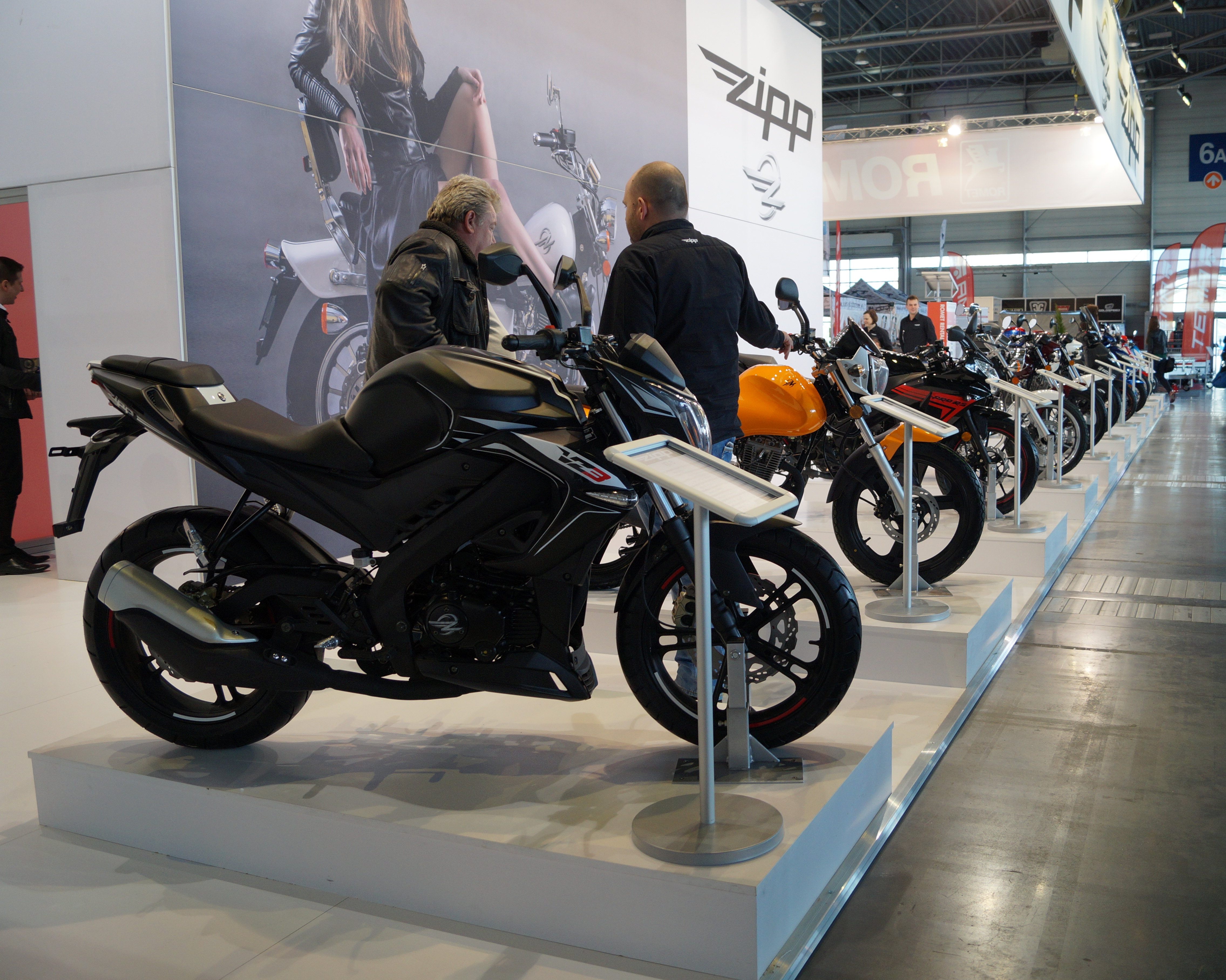
Motocykl Zipp VZ-3 125

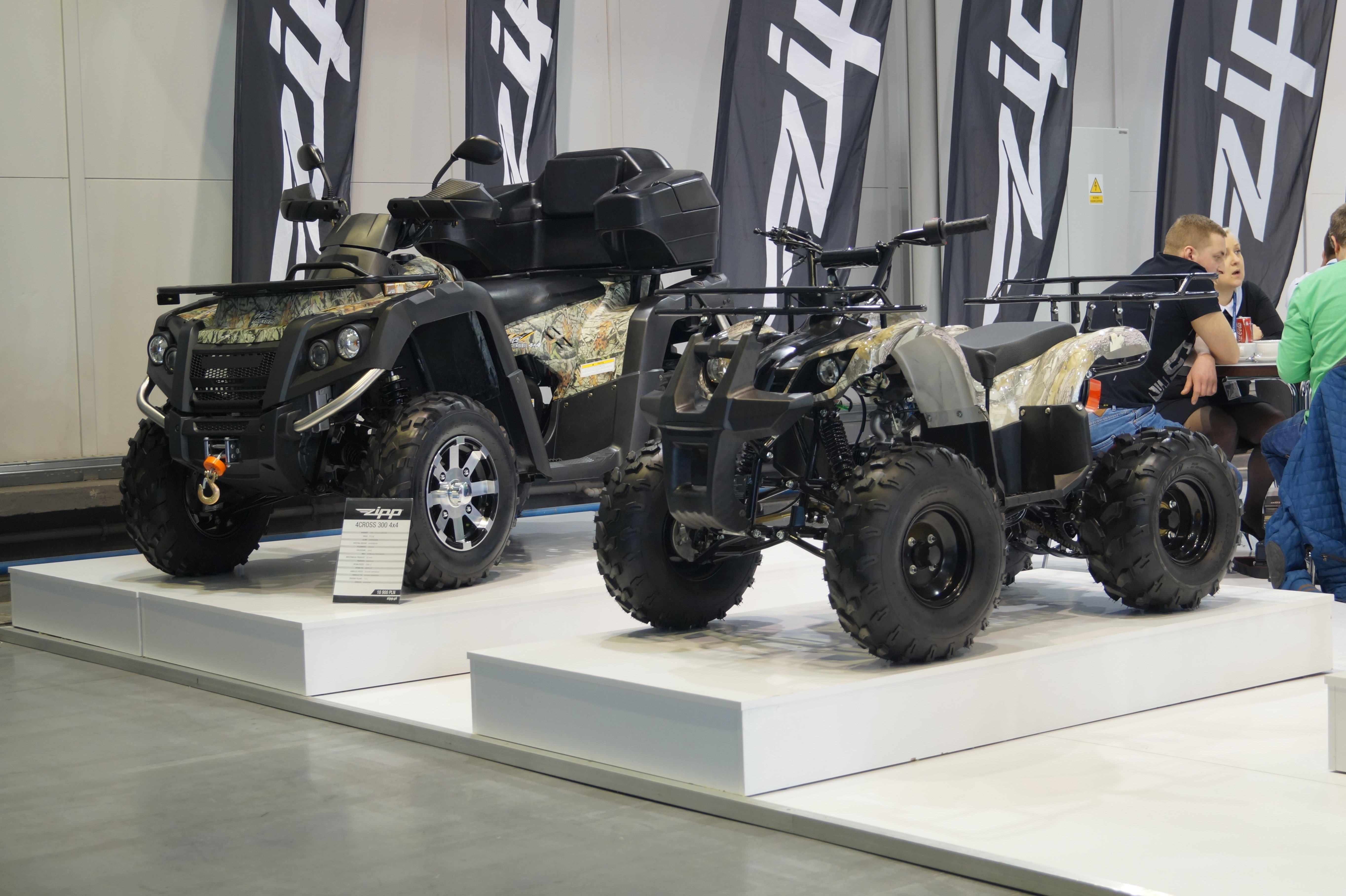
Quady Zipp 4 Cross 300 4x4 i KID 125

## Modele
Skutery
- Astec
- Axis
- Azer
- Basic
- Breeze
- Cetus
- Jazzy
- LaVissa
- Otis
- Quantum
- Zipp Quadra 50
- Parco
- Rally 50
- Rooster
- Salmo
- Simpli
- Smart
- Storm
- TOPS
- Triad
- Triad 2
- Triad 3
- Vapor
- Vega 50
- Vega 125
- Wave

Motorowery
- Pro 50
- Pro GT
- SHOCK
- Manic 50
- Manic RS 50
- Neken
- Ranger
- Salmo
- XRace 50
- ZV 50
- JZV 50
- Zipp pro xt 50
- Zipp neken 50

Motocykle
- Pro 125
- Manic
- Manic 125
- Manic RS 125
- Raven
- Roadstar
- Nitro 250
- Tracker 250
- ZV 125
- Caferacer
- Zipp Tracker
- Zipp VZ-6
- Zipp vz 5
- Zipp VZ-3
- Zipp VZ-1 Pro
- Zipp pro xt 125
- Zipp Raven X

Quady
- 4 Cross
- Adly
- KID
- Magmax
- Vertex